# 우에노 분지

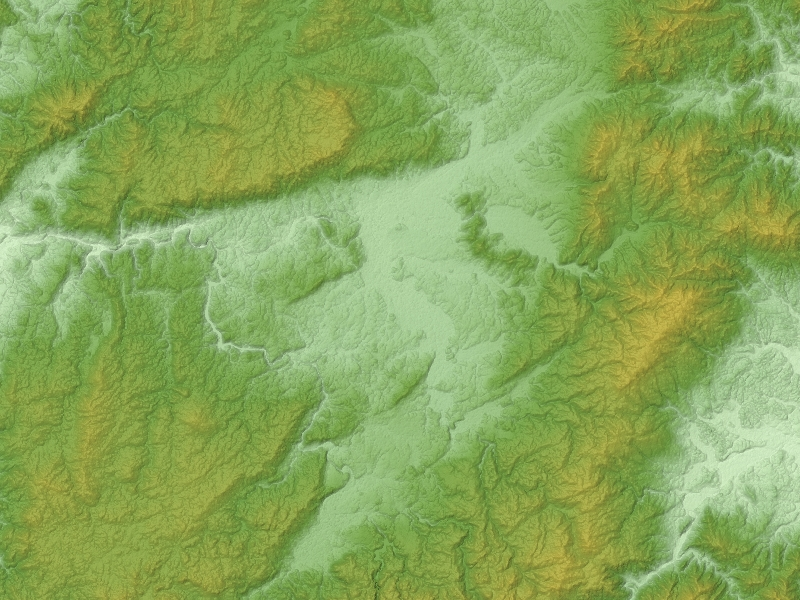

우에노 분지({{llang|ja|上野盆地 우에노분치[*])는 미에현 서부에 위치한 분지다. 이가시, 나바리시가 대부분을 점한다. 이가 분지({{llang|ja|伊賀盆地 이가분치[*]) 또는 이가 우에노 분지(일본어: 伊賀上野盆地 이가우에노분치[*])라고도 한다.
우에노 분지 자리는 선신세 때 호수였고, 오미 분지가 그 호수의 호반이었다. 이것이 고(古)비와호이며, 고비와호 자리에 퇴적된 지층이 고비와호층이다. 고비와호층이 형성된 것은 약 350만 년 전부터 50만 년 전이라고 한다.
우에노 분지는 키즈강, 핫토리강, 츠게강이 합류하는 곳으로서 그 직하류에 이와쿠라 협곡이 위치한다. 그런데 이와쿠라 협곡이 협착부로 되어 있어서 우에노 분지는 침수 상습지이기도 하다. 1870년(명치 3년) 9월의 “오년(午年)의 수해” 때 현지복구가 어려워 대규모 피수이거(避水移居)가 이루어진 지역도 있다.
내륙성 분지라서 연교차가 크다. 과거 우에노시(현재의 이가시)에서는 미에현내 최고기온과 최저기온이 동시에 기록된 적도 있다. 겨울철 추위가 심하고 안개도 자주 발생한다.
주변은 수려한 폭포로 이루어진 산지로 둘러싸여 있다. 중세에는 이 분지가 이가류 닌자들의 본거지가 되었다.